# Mare de Déu dels Desemparats de Ribes de Freser
La Mare de Déu dels Desemparats de Ribes de Freser és una capella de Ribes de Freser (Ripollès) protegida com a Bé Cultural d'Interès Local.

## Descripció
Petita capella de planta rectangular al costat oest del riu Freser. Fa cantonada entre dos carrers i la façana lateral, la del c. Dels Estiradors, es va escurçant seguint el desnivell del carrer. A la façana principal s'obre una porta allindada flanquejada per dues petites finestres quadrangulars. A la llinda de la porta hi ha unes lletres formant un monograma i la data 1749 inscrita. Per sobre hi ha un òcul i, coronant la façana, un campanar d'espadanya d'un sòl ull d'arc de mig punt i una petita teulada. El parament és de pedra irregular unida amb morter excepte l'emmarcament de les obertures i les cantoneres fetes amb carreus ben tallats.
L'interior està coberta amb volta de canó. L'absis és pla i està separat de la nau per un arc presbiteral recolzat sobre pilastres amb capitell llis. Una cornisa recorre els laterals de la nau a l'alçada dels capitells de les pilastres, com si fossin la seva continuació. El parament està arrebossat i pintat de blanc excepte la cornisa, els pilars i l'arc i els emmarcaments dels panys de mur.

## Història
Aquesta capella estava ubicada a l'actual emplaçament del Monument al Dret a Decidir, gairebé dins del riu, amb el consegüent perill associat. Arran d'això, fou traslladada per l'Ajuntament a la ubicació actual el 1910. Va ser fundada el 1749 i constituïa la capella privada de la família Capdevila, avui la família Montagut del Balneari.
El gener del 2020 es van fer unes obres de restauració per resoldre els problemes de filtracions procedents de la coberta que perjudicaven l'estructura. Es va substituir la coberta, mantenint les encavallades de fusta original, impermeabilitzant-la íntegrament i substituint el sistema de corretges de fusta per unes de noves de fusta serrada.